# Eraclide di Cuma
Eraclide di Cuma (in greco antico: Ἡρακλείδης ὁ Κυμαῖος?; Cuma, prima metà IV secolo a.C. – ...) è stato uno storico greco antico.

## Biografia
Originario di Cuma eolica, Eraclide sarebbe stato suddito persiano e vissuto almeno fino all'epoca di Artaserse, del quale si occupava nella sua opera, descrivendo particolari tipici di un testimone oculare.

## Opere
Eraclide fu autore di una Storia persiana (Persikà) in cinque libri, che sopravvive solo in pochi frammenti, dai quali si apprende che nei primi due libri, che portavano il titolo Paraskeuastikà ("Introduzione"), erano descritti, in particolare, la terra e la popolazione della Persia
Il lavoro viene ciato da Plutarco nella Vita di Artaserse, a proposito del numero di mogli del sovrano e da Ateneo di Naucrati per l'attenzione, come affermano le fonti, a scorci interessanti sulla vita reale achemenide: nel caso di Ateneo, anzi, il lungo brano citato dall'opera eraclidea mostra una notevole attenzione, sicuramente da testimonianze di prima mano, alla preparazione ed al cerimoniale del banchetto offerto dal Gran Re.